# Charles Hutchison

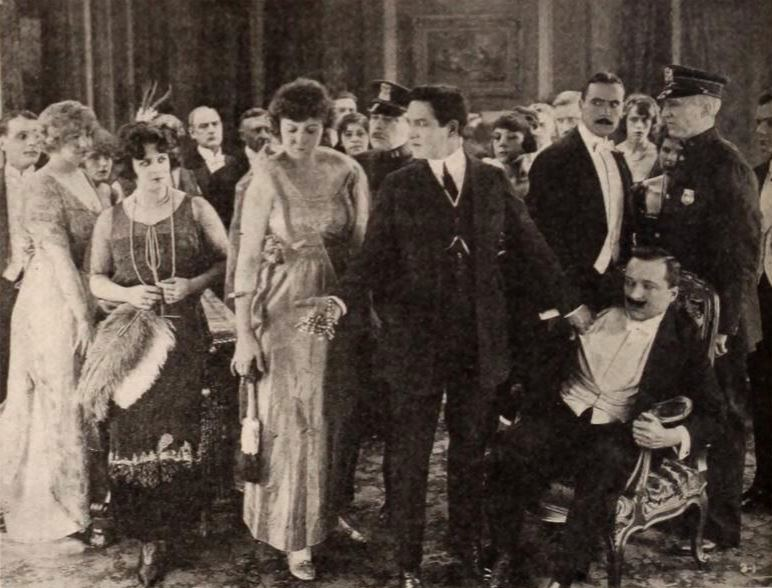
Charles Hutchison em The Whirlwind (1920)

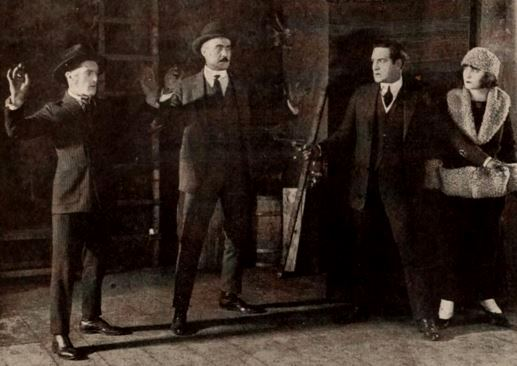
Charels Hutchison em The Great Gamble, 1919, ao lado de Anna Luther.

Charles Hutchison (Pittsburgh, Pensilvânia, 3 de dezembro de 1879 – Hollywood, Califórnia, 30 de maio de 1949) foi um ator, cineasta e roteirista estadunidense. Atuou em 49 filmes entre 1914 e 1944, dirigiu 33 filmes entre 1915 e 1938. Embora ele tenha dirigido inúmeros filmes silenciosos independentes, hoje é lembrado como a grande estrela masculina dos seriados da Pathé entre 1918 e 1922.

## Carreira
Sua primeira atuação foi no curta-metragem The Fatal Portrait, em 1914, em que ainda é creditado como Charles Hutchinson. Em 1921, no seriado Hurricane Hutch, estabeleceria o personagem Hurricane Hutch, que retornaria outras vezes, mediante o sucesso.
Na direção, sua primeira experiência foi em The Corsican Brothers Up to Date, uma comédia curta em 1915.
Em 1923 ele foi para a Grã-Bretanha e fez dois filmes, Hutch Stirs'em Up e Hurricane Hutch in Many Adventures, para a Ideal Film Company. O último seriado em que atuou como protagonista foi em 1926, Lightning Hutch, para a Hurricane Film Corporation. Era para ser um veículo de retorno do Hurricane Hutch, porém a produtora, da qual era o dono, entrou em falência logo que o seriado foi lançado, devido à falência da distribuidora Arrow Film Corporation, e essa foi a última produção serial do estúdio. A partir de então, Hutchison fez alguns poucos filmes e vários seriados em que, na maioria das vezes, fazia o dublê e não era creditado.
O último seriado em que atuou foi Captain America em 1944, em que fez os dois primeiros capítulos como Merrit, mas não foi creditado.
Ele é reconhecido como a pessoa que convenceu o ator Karl Dane a retornar aos filmes nos anos 1920.

## Vida pessoal
Hutchison foi casado com a atriz Edith Thornton, que várias vezes atuou com ele, e que passou a usar o nome Edith Hutchison. Faleceu em Hollywood, Califórnia, a 30 de maio de 1949, e está sepultado no Hollywood Forever Cemetery.

## Filmografia parcial

### Ator
- The Fatal Portrait (1914)
- Wolves of Kultur (seriado, 1918)
- The Great Gamble (seriado, 1919)
- The Whirlwind (seriado, 1920)
- Double Adventure (seriado, 1921)
- Hurricane Hutch (seriado, 1921)
- Go Get 'Em Hutch (seriado, 1922)[10]
- Speed (seriado, 1922)
- Hutch Stirs 'em Up (1923)
- Surging Seas (1924)
- The Fatal Plunge (1924)
- Hurricane Hutch in Many Adventures (1924)
- Lightning Hutch (seriado, 1926)
- The Lone Ranger Rides Again  (1939) (seriado, não-creditado)
- Dick Tracy's G-Men (1939) (seriado, não-creditado)
- Adventures of Red Ryder (1940 (seriado, como Charles Hutchinson)
- Mysterious Doctor Satan (1940) (seriado, não-creditado)
- The Masked Marvel (1943) (seriado, não-creditado)
- Captain America (1944) (seriado, não-creditado)

### Direção
- Hurricane Hutch in Many Adventures (1924)
- Lightning Hutch (seriado, 1926)
- Women Men Marry (1931)

### Roteiro
- Hurricane Hutch (seriado, 1921)
- Speed (seriado, 1922)

### Dublê
- Adventures of Red Ryder (1940 (seriado, como Charles Hutchinson)
- Mysterious Doctor Satan (1940) (seriado, não-creditado)
- The Masked Marvel (1943) (seriado, não-creditado)
- Captain America (1944) (seriado, não-creditado)